# Antoine Rigaudeau
Antoine Rigaudeau (nacido el 17 de diciembre de 1971 en Cholet), y apodado "El Rey", es un exjugador profesional de baloncesto francés. 

## Carrera deportiva como jugador
En el otoño de 2000, Antoine Rigaudeau fue distinguido como Chevalier con la entrega de la legión de honor por parte del presidente de Francia.
En el 2001, antes del Eurobasket, decidió poner fin a su carrera con la selección francesa de baloncesto tras 110 apariciones internacionales, aunque a la postre se retractó y reapareció para participar en el Eurobasket del 2005 donde consiguió la medalla de bronce.
Después de disputar este Eurobasket, decidió poner fin a su carrera profesional.

## Trayectoria Profesional como jugador
- 1987-95 Cholet (LNB).
- 1995-97 Pau Orthez (LNB).
- 1997-03 Kinder Bolonia (LEGA, Seire A).
- 2003 Dallas Mavericks (NBA).
- 2003 Golden State Warriors (NBA, cortado sin llegar a debutar).
- 2003-05 Pamesa Valencia (liga ACB).

## Trayectoria Profesional como entrenador
- 2015 Paris-Levallois Basket (LNB).

## Palmarés como jugador
Con la Selección nacional.
- Medalla de plata en los Juegos Olímpicos del 2000.
- Medalla de bronce en el Eurobasket de 2005.

Clubes
- Con el EB Pau Orthez
  - Campeón de la liga de baloncesto de Francia en 1996.

- Con el Virtus Bologna
  - Campeón de la liga de baloncesto de Italia en 1998 y 2001.
  - Campeón de la Euroliga en 1997-98 y 2000-2001.
  - Campeón de la copa italiana de baloncesto en 1999, 2000, 2001 y 2002.

Otros
- MVP de liga francesa en 5 ocasiones: (1991, 1992, 1993, 1994 y 1996).
- Participante en el All Star europeo en 2 ocasiones (1998 y 1999).